# Opstanden i Burma 2007
Opstanden i Burma 2007 var en civil opstand vendt mod militærstyret i Burma/Myanmar, som begyndte 15. august 2007. Protestaktionerne var oprindeligt et resultat af, at landets regering havde valgt at hæve priserne på benzin med op til 100 %; prisstigningerne blev iværksat næsten uden varsel og ramte befolkningen som et chok. Efterhånden gled protesterne over i et krav om demokrati. 
I spidsen for de efterfølgende demonstrationer stod landets buddhistiske munke og nonner, den 24. september deltog omkring 100.000 personer i det største demonstrationstog i landet siden opstanden i 1988 (hvor mindst 3000 var blevet skudt ned og dræbt af regeringssoldater). ). Konflikten eskalerede samme aften, da ministeren for religiøse spørgsmål, brigadegeneral Thura Myint Maung, efter et møde med religiøse ledere erklærede, at protesterne var ulovlige, og at regeringen ville reagere, hvis protesterne ikke blev standset øjeblikkeligt.
25. september blev der erklæret udgangsforbud i landet, og den 26. september begyndte militære styrker at skyde mod demonstranterne, og de dræbte mindst tre, måske otte, mens flere hundrede andre demonstranter blev arresteret

## ”Safranrevolutionen”
Flere nyhedsformidlere har siden omtalt protesterne som ”safranrevolutionen”, der er en reference til farven på buddhistmunkenes dragter. Dette er imidlertid et noget vildledende navn, eftersom de burmesiske munke normalt bærer røde dragter; de safranfarvede dragter bæres normalt af theravada-munke. Betegnelsen har alligevel spredt sig til stadig flere medier i forskellige lande. 

## Baggrund
I 1962 ledte Ne Win et militærkup i Burma, og denne militærjunta styrede i de efterfølgende 26 år landet. I 1988 begyndte de indtil da mest omfattende protester mod regimet. Det blev kendt som 8888-oprøret, og blev udløst ved at studenter demonstrerede mod tilbagetrækningen af ellers nyudstedte pengesedler. Da soldater skød og dræbte Phone Maw uden for Rangoon Institute of Technologys hovedbygning, førte dette til store protester, og fra den 8. august 1988 udbrød et regelret oprør, hvor også almindelige borgere, munke, soldater og offentligt ansatte deltog. General Ne Win gav følgende ordre: ”Våbnene skal ikke skyde henover”, det vil sige en klar ordre om at skyde direkte mod demonstranterne. Mindst 3000 civile blev dræbt under oprøret; selvom det officielle antal dræbte blot blev angivet til nogle få dusin. 
I 1990 blev der gennemført frie valg, hvor National League for Democracy (NLD) ledet af Aung San Suu Kyi vandt en overbevisende sejr, men militærregimet nægtede at afgive magten. Aung San Suu Kyi var under og efter oprøret blevet et symbol for frihed i Burma. Forinden var hun allerede kendt af mange som Aung Sans datter, den mand som forhandlede sig frem til Burmas selvstændighed i 1947, og hun viste sig at have de samme lederegenskaber som ham. Hun modtog i 1990 Raftoprisen og i 1991 Nobels fredspris for sin kamp for demokrati i Burma, men blev da sat i husarrest af regimet, og er derfor blandt de få som har modtaget Fredsprisen in absentia.
I 2006 besluttede militærjuntaen, at hovedstaden skulle flyttes fra Rangoon til Naypyidaw. Denne planlagte by ligger centralt i landet, og den officielle forklaring på flytningen var da også, at hovedstaden burde ligge centralt. En mere nærliggende forklaring er dog, at Naypyidaw er en lukket by, som regimet har fuldstændig kontrol over. Denne beslutning har i sig selv været meget upopulær i Burma, men i sensommeren 2007 fulgte så den afgørelse, som var udløsende for protesterne. Bygningen af den nye hovedstad og den nødvendige infrastruktur havde været meget kostbar, og for at finansiere dette blev benzinprisen derfor øget til det dobbelte; noget, som udløste vrede hos mange. 

## Protester
Den 5. september opløste burmesisk militær en fredelig demonstration i Pakokku, og tre munke blev såret i sammenstødet. Dette førte til, at andre munke begyndte at tage offentlige embedsmænd som gidsler og kræve en undskyldning fra regeringen inden 17. september. Militærjuntaen nægtede at give denne undskyldning, og dermed fulgte nye protester, som fik deltagelse af et stigende antal munke. De nægtede nu også at udføre religiøse ceremonier for militært personel. Munkenes rolle var central ikke bare i form af, at de iværksatte de første protester, men også fordi de som højt ansete personer inspirerede andre til selv at demonstrere. Protesterne spredte sig nu til flere byer, blandt andet Yangôn, Sittwe og Mandalay.
Den 22. september demonstrerede omkring 2.000 munke i Yangôn og 10.000 i Mandalay. Der var også demonstrationer i fem andre byer. I Yangôn fik demonstranterne endda lov til at gå forbi det hus, hvor Aung San Suu Kyi sidder i husarrest. Hun viste sig ved porten til huset for at modtage en velsignelse fra munkene. 
Dagen efter, den 23. september, sluttede 150 buddhistnonner sig til protesterne i Yangôn, mens omkring 15.000 munke nu stillede op til demonstrationerne i den tidligere hovedstad. Alliancen af burmesiske munke sværgede, at de ville fortsætte med protesterne, indtil juntaen var afsat.
24. september rapporterede øjenvidner at mellem 30.000 og 100.000 mennesker deltog i demonstrationerne i Yangôn. Hvis det er korrekt, var det den største protest mod regeringen i landet siden 1988.  BBC rapporterede, at to kendte burmesiske skuespillere, komikeren Zargana og filmstjernen Kyaw Thu gik hen til Shwedagon-pagoden i Yangôn tidligt om morgenen for at give mad og vand til munkene. På dette tidspunkt var der fredelige demonstrationer i mindst 25 byer, og nogle steder med kolonner af munker som strakte sig over en kilometer. Omkring tusind munke, som forsøgte atter at komme frem til Aung San Suu Kyis hjem, blev standset af politiet, og efter at have bedt ved afspærringen gik de fredeligt tilbage. 
Senere på dagen advarede juntaens religionsminister, brigadegeneral Thura Myint Maung munkene mod at overtræde ”regler og retningslinjer”. På dette tidspunkt blev det antaget, at årsagen til, at juntaen endnu ikke havde slået oprøret ned med voldelige midler, var pres fra Kina, som er Burmas største handelspartner. 
Internationalt kom der stadig stærkere reaktioner: I USA bad præsident George W. Bush om strengere økonomiske sanktioner i sin tale til FN's generalforsamling, og han annoncerede, at USA selv ville indføre nye sanktioner mod Burma. Tenzin Gyatso, den 14. Dalai Lama, gav munkene sin velsignelse i kampen for frihed og demokrati.

## Juntaen reagerer
Den 25. september truede juntaen med brug af militær magt mod demonstranterne, og tropper blev udstationeret ved Shwedagon-pagoden, et vigtigt samlingspunkt for munkene. Øjenvidner fortalte, at 5.000 munke og lægfolk trodsede afspærringen og gik ind på pagodeområdet. Militære køretøjer med højttalere kørte rundt i Yangôn med advarsler om militære aktioner mod de personer, som deltog i eller opfordrede til protester. Omkring 2.000 munke og andre marcherede alligevel gennem Yangôns gader. Reuters rapporterede, at Aung San Suu Kyi var blevet flyttet til Insein fængslet dagen efter, at hun var dukket op ved porten til sit hus.
Det blev annonceret, at der fra 26. september ville være udgangsforbud fra skumring til daggry i Yangôn og Mandalay, de to største byer i landet. Dertil ville forsamlinger på mere end fem personer i dagtimerne være forbudt. Yderligere militære styrker blev i løbet af dagen kørt ind i Yangôn.
Omkring klokken halv tre om natten til den 26. september blev demokratiforkæmperen Win Naing arresteret i sit hjem i Yangôn, efter at han havde uddelt vand og mad til munke. Han blev ifølge en vestlig diplomat løsladt efter at have tilbragt natten i arresten. Han har også været arresteret tidligere i 2007, den 8. marts, da han blev indbragt efter at have afholdt en pressekonference, hvor han fortalte om de økonomiske vanskeligheder i Burma. Komikeren Zargana blev ligeledes arresteret for at have støttet munkene ved at give dem mad og vand. 
Shwedagon-pagoden blev barrikaderet af militæret, og en gruppe på omkring 700 demonstranter blev angrebet med stave og tåregas. Politiet jagede nogle af munkene og omkring 200 andre demonstranter væk. Militæret blokerede derpå hele området rundt om pagoden for at forhindre yderligere demonstrationer der. Dette forhindrede dog ikke, at nye protestdemonstrationer dukkede op andre steder, fx marcherede op imod 5.000 munke igennem Yangôn senere på dagen. Flere af dem bar masker, fordi de regnede med at blive angrebet med tåregas. 
I løbet af eftermiddagen kom der rapporter om, at mindst tre munke og en kvinde var blevet skudt og dræbt af sikkerhedsstyrkerne . En læge på et sygehus bekræftede, at tre munke var blevet indlagt med skader efter at være blevet banket af politisoldater ved Shwedagon-pagoden. Sveriges Radios korrespondent i Yangôn rapporterede, at mere end 300 personer, mange af dem munke, var arresteret. Han fortalte også, at mange mennesker var kommet hen til ham og havde sagt deres mening om situationen ligeud, noget han aldrig tidligere havde oplevet i Burma..
29. september 2007 rejste FN's vicegeneralsekretær Ibrahim Gambari til Burmas hovedstad Naypyidaw for at indlede samtaler med landets militære ledere i forbindelse med demokratidemonstrationerne. Han mødtes med Aung San Suu Kyi, men dette mæglingsforsøg førte ellers intet med sig..
4. oktober meddelte Burmas leder, general Than Shwe, at han er parat til at mødes med Aung San Suu Kyi, hvis hun, som han sagde: '’afstår fra konfrontation og sanktioner'’. Arrestationer af protesterende og munke fortsatte, mens nogle af de løsladte berettede, at de var blevet tævet og mishandlet i politiets varetægt, og byerne var præget af et stort opbud af soldater og politifolk.
I ugerne efter arresterede politiet flere tusind personer for at have deltaget i protesterne og foretog flere natlige ransagninger for at fange lederne i oppositionen, hvoraf mange dog var flygtet til Thailand. De fleste af de personer, som blev arresteret, blev i slutningen af oktober atter frigivet, da situationen i byerne efterhånden var blevet rolig igen.
FN’s sikkerhedsråd vedtog i oktober enstemmigt en erklæring, som kritiserede måden, hvorpå politiet og hæren havde standset protestdemonstrationer. Erklæringen indeholdt dog ingen trusler om sanktioner.  En række lande, primært i vesten, har indført økonomiske sanktioner mod Burma som reaktion på den voldelige nedbekæmpelse af protestmarcherne.

## Nye protester
1. november blev der rapporteret om fornyede protester, og at 100 til 200 munke havde været på gaden i byen Pakokku; et sammenstød i netop denne by i september medførte omfattende protestdemonstrationer i de større byer. Dissidenter forventer dog ikke, at aktionerne når samme niveau som i september, pga. den brutalitet regimet havde lagt for dagen dengang.
Ifølge en rapport udarbejdet af Human Rights Watch er regimet trods rolige tilstande i byerne under pres, mange soldater er deserteret, og det er svært at rekruttere nye. Derfor er Burmas hær ifølge rapporten begyndt benytte børnesoldater. Regimet benægter påstandene.

## Dansk efterspil
Som følge af opstanden mod magthaverne i Burma har der i Danmark været protester mod investeringer i landet. Det har bevirket, at PFA trækker sig fra Burma-selskaber, Chevron og Total.

## Eksterne links
- Democratic Voice of Burma – burmesisk radiokanal med base i Oslo
- Den norske Burmakomité Arkiveret 28. september 2007 hos  Wayback Machine
- The Irrawaddy News Magazine (Covering Burma and Southeast Asia)
- Religion som politisk medium i Burma, kronik i Kristeligt Dagblad 30. oktober 2007.